# Hermann Wunnerlich
Hermann Ludolf Wunnerlich (* 7. Mai 1818 in Papiermühle; † 17. Januar 1903 in Hof) war Unternehmer und Mitglied des Deutschen Reichstags.

## Leben
Wunnerlich war der Sohn eines Papiermachers und Tuchfabrikanten und besuchte vier Klassen Lateinschule in Hof und genoss Unterricht durch Hauslehrer.  Er lernte in einer Papierfabrik und war seit 1845 Teilhaber der Firma Franck & Wunnerlich und beschäftigte sich ab 1853 mit Gründung der „Mechanischen Baumwollspinnerei Hof“ vollständig auf die Textilfabrikation.  Weiter war Vorstand des Aufsichtsrats der Mechanischen Weberei Hof, Mitglied des Aufsichtsrats der Vogtländer Baumwoll-Spinnerei und der Gasbeleuchtungs-Aktiengesellschaft. Außerdem war er langjähriges Mitglied und Vorstand des Gemeindekollegiums Hof, Handelsrichter von 1873 bis 1884 und Mitglied des Landrats von Oberfranken.
Von 1887 bis 1890 war er Mitglied des Deutschen Reichstags für den Wahlkreis Oberfranken 1 (Hof, Naila, Rehau, Münchberg) und die Nationalliberale Partei.